# 香川県道186号大屋冨築港宇多津線
香川県道186号大屋冨築港宇多津線（かがわけんどう186ごう おおやぶちっこううたづせん）は、香川県坂出市から綾歌郡宇多津町に至る一般県道である。

## 概要
県道の大部分にあたる坂出市の林田町交差点から両景橋西詰交差点および、御供所交差点から綾歌郡宇多津町の新宇多津橋東詰交差点まではさぬき浜街道の一部となっている。
終点直前の宇多津町字新開付近では、かつて当県道と交差していた予讃線をオーバーパスする跨線橋があり、予讃線のルートが海側に切り替わった後も残っている。そのため近接する香川県道33号高松善通寺線とは交差できずにいったん直上を通り過ぎた後、南に大きく回り込んで終点である香川県道33号高松善通寺線との新開交差点に至る。

### 路線データ
- 起点：香川県坂出市大屋冨町（香川県道16号高松王越坂出線交点）
- 終点：香川県綾歌郡宇多津町新開（宇多津町新開交差点、香川県道33号高松善通寺線交点）

## 路線状況

### 愛称・呼称
- さぬき浜街道（林田町交差点 - 両景橋西詰交差点、御供所交差点 - 新宇多津橋東詰交差点）

### 重複区間
- 香川県道192号瀬居坂出港線（坂出市御供所町3丁目 - 坂出市番の州公園）
- 香川県道193号川津丸亀線（綾歌郡宇多津町平山・宇多津町新宇多津橋東詰交差点 - 綾歌郡宇多津町新開・宇多津町新開交差点）

### 道路施設

#### 橋梁
- 両景橋（坂出市）

## 地理

### 通過する自治体
- 坂出市
- 綾歌郡宇多津町

### 交差する道路
| 交差する道路                                    | 市町村名 | 市町村名 | 交差する場所  | 交差する場所                 |
| ----------------------------------------------- | -------- | -------- | ------------- | ---------------------------- |
| 香川県道16号高松王越坂出線                      | 坂出市   | 坂出市   | 大屋冨町      | 起点                         |
| 香川県道161号高松坂出線 香川県道187号林田府中線 | 坂出市   | 坂出市   | 林田町        | 坂出市林田町交差点           |
| 香川県道192号瀬居坂出港線                       | 坂出市   | 坂出市   | 築港町1丁目   | 両景橋西詰交差点             |
| 香川県道192号瀬居坂出港線 重複区間起点          | 坂出市   | 坂出市   | 御供所町3丁目 |                              |
| 香川県道192号瀬居坂出港線 重複区間終点          | 坂出市   | 坂出市   | 番の州公園    |                              |
| 香川県道193号川津丸亀線 重複区間起点            | 綾歌郡   | 宇多津町 | 平山          | 宇多津町新宇多津橋東詰交差点 |
| 香川県道193号川津丸亀線 重複区間終点            | 綾歌郡   | 宇多津町 | 新開          | 宇多津町新開交差点           |
| 香川県道33号高松善通寺線                        | 綾歌郡   | 宇多津町 | 新開          | 宇多津町新開交差点 / 終点    |

### 交差する鉄道
- 予讃線

### 沿線
- 坂出市立体育館
- 番の州公園
- 常盤公園